# 蛮書和解御用

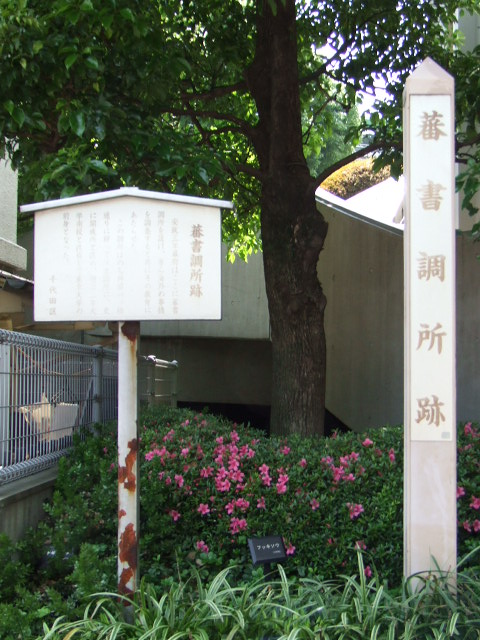
蛮書和解御用の後身にあたる蕃書調所跡

蛮書和解御用（蕃書和解御用、ばんしょわげごよう）は、1811年（文化8年）に江戸幕府によって設置された蘭書を中心とした翻訳機関。幕府の編暦・測量を司る天文方内に置かれた。蛮（蕃）書和解御用掛とも。
天文方高橋景保の提唱により設置され、大槻玄沢、宇田川榕菴、青地林宗など優秀な蘭学者が翻訳官に任命された。シーボルト事件後は、同じ天文方の山路諧孝、彰常父子が引き継いだ。その後も、洋学所、蕃書調所、洋書調所と名を変えて存続し、現在の東京大学の起源の一つとなった。